# Trochosa bannaensis
Trochosa bannaensis là một loài nhện trong họ Lycosidae.
Loài này thuộc chi Trochosa. Trochosa bannaensis được Chang-Min Yin & Jun Chen miêu tả năm 1995.